# Mauri Röppänen
Mauri Röppänen   (Outokumpu, 19 de gener de 1946) és un biatleta i tirador finlandès, ja retirat, que va competir entre les dècades de 1960 i 1980.
Com a biatleta va prendre part als Jocs Olímpics d'Hivern de 1972 de Sapporo, on guanyà la medalla de plata en la prova del relleu 4x7,5 quilòmetres del programa de biatló. Va formar equip amb Esko Saira, Heikki Ikola i Juhani Suutarinen. En aquests mateixos Jocs fou vint-i-setè en la cursa dels 20 quilòmetres. El 1969 guanyà una medalla de bronze al Campionat del món de biatló i el 1971 un campionat nacional.
Posteriorment es va centrar en el tirador, sent un dels finlandesos més destacats de la dècada de 1980. Va participar en els Jocs Olímpics d'Estiu de Moscou de 1980, on fou quart en la prova de rifle de petit calibre, tres posicions, 50 metres, i els de Los Angeles de 1984. Els principals èxits els aconseguí al Campionat del Món de tir, on va guanyar onze medalles, una or, tres de plata i set de bronze.